# Arul Gading
Arul Gading is een bestuurslaag in het regentschap Aceh Tengah van de provincie Atjeh, Indonesië. Arul Gading telt 406 inwoners (volkstelling 2010).